# Кулик Денис Сергійович
Денис Сергійович Кулик (рос. Денис Сергеевич Кулик; 9 травня 1986, м. Москва, СРСР) — російський хокеїст, нападник.
Вихованець хокейної школи «Крила Рад» (Москва). Виступав за «Крила Рад» (Москва), «Хімік» (Митищі), «Автомобіліст» (Єкатеринбург), «Сєвєрсталь» (Череповець), «Мечел» (Челябінськ), «Газовик» (Тюмень), «Іртиш» (Павлодар), «Молот-Прикам'я» (Перм). 